# Vioménil
Vioménil – miejscowość i gmina we Francji, w regionie Grand Est, w departamencie Wogezy.
Według danych na rok 1990 gminę zamieszkiwały 172 osoby, a gęstość zaludnienia wynosiła 7 osób/km² (wśród 2335 gmin Lotaryngii Vioménil plasuje się na 873. miejscu pod względem liczby ludności, natomiast pod względem powierzchni na miejscu 105.).